# جون فريمان دان
جون فريمان دان (بالإنجليزية: John Freeman Dunn)‏ هو مصرفي وتاجر أسهم وسياسي بريطاني (وحمل سابقاً جنسية المملكة المتحدة لبريطانيا العظمى وأيرلندا)، ولد في 12 أبريل 1874، وتوفي في 7 ديسمبر 1954. حزبياً، نشط في الحزب الليبرالي. في الانتخابات العامة في المملكة المتحدة 1923 ‏، انتخب عضو برلمان المملكة المتحدة الـ33 عن دائرة Hemel Hempstead ‏ (6 ديسمبر 1923 – 9 أكتوبر 1924).